# Oneida (gruppo musicale)
Gli Oneida sono un gruppo musicale rock statunitense originario di New York.
Molto prolifici, il loro stile è di difficile catalogazione in quanto, sebbene costruito su una base blues rock e garage rock anni sessanta, fonde tantissime influenze dalla psichedelia, al krautrock, al rock elettronico, al noise rock e al minimalismo con uso marcato della ripetizione.

## Storia del gruppo
Il gruppo ha avuto origine nella città di New York nel 1997 formato da Papa Crazy (aka PCRZ), Bobby Matador (aka Fat Bobby), Kid Millions,  Hanoi Jane (aka Baby Jane). Il loro debutto, A Place Called El Shaddai's avvenne per la Turnbuckle). Dopo il secondo album, Enemy Hogs (1999), passarono alla Jagjaguwar. Nel 2000 fecero uscire un EP Steel Rod ed un album Come on Everybody Let's Rock.
Nel 2001 dopo Anthem of the Moon uscì dal gruppo Papa Crazy. Dopo Each One Teach One sempre del 2001 pubblicarono uno split EP con i Liars, Atheists, Reconsider. Nel 2002 pubblicarono Secret Wars considerato il loro migliore e registrarono una colonna sonora per il documentario Speedo che però non riuscirono a terminare in tempo.
Dopo un altro EP, Nice./Splittin' Peaches (2004), pubblicarono The Wedding nel 2005 e Happy New Year nel 2006. Poi si dedicarono al progetto Thank Your Parents trittico composto da Preteen Weaponry (2008), seguito dal triplo Rated O del 2009 e Absolute II del 2011 che chiudeva il progetto.
Nel settembre 2011 hanno suonato Ocropolis ad Asbury Park nel All Tomorrow's Parties Festival in quell'anno curato dai Portishead.

## Formazione
- Bobby Matador (tastiere)
- Hanoi Jane (basso, chitarra)
- Kid Millions (batteria)
- Papa Crazy (chitarra, voce) (fino al 2001)
- Shahin Motia (da Ex Models) - chitarra
- Barry London - sintetizzatore, effetti

## Discografia

### Album in studio
- A Place Called El Shaddai's (Turnbuckle - 1997)
- Enemy Hogs (Turnbuckle - 1999: riedito da Jagjaguwar - 2001)
- Come on Everybody Let's Rock (Jagjaguwar - 2000)
- Anthem of the Moon (Jagjaguwar - 2001)
- Each One Teach One (Jagjaguwar - 2002)
- Secret Wars (Jagjaguwar - 2004)
- The Wedding (Jagjaguwar - 2005)
- Happy New Year (Jagjaguwar - 2006)
- Preteen Weaponry (Jagjaguwar - 2008)
- Rated O (Jagjaguwar - 2009)
- Absolute II (Jagjaguwar - 2011)
- A List of the Burning Mountains (Jagjaguwar - 2012)[4]
- The Brah Tapes (Brah, 2015)
- What's Your Sign? con Rhys Chatham (Northern Spy Records, 2016)
- Romance (Joyful Noise Recordings, 2018)
- Success (2022)
- Expensive Air (Joyful Noise Recordings, 2024)

### Live album
- Street People (Bulb 2001) /Split con 25 Suaves
- Fine European Food and Wine (Scotch Tapes 2010)

### Raccolte
- Seeds of Contemplation (Jagjaguwar - 2007)

### EP
- Steel Rod (Jagjaguwar - 2000)
- Atheists, Reconsider (Arena Rock Recording Co. - 2002) /split con Liars
- Nice. / Splittin' Peaches (Ace Fu - 2004)

### Singoli
- "Best Friends" / "The Land of Bugs" (Turnbuckle - 1998)
- "Bobby's Black Thumb" (Jagjaguwar - 2002) /split con Songs: Ohia
- "Anthem of the Moon" (Jagjaguwar - 2002) / split con Brother JT
- "Caesar's Column" (Rough Trade - 2004)
- "Split" (Brah - 2005) / split con Plastic Crimewave Sound
- "Heads Ain't Ready" (These Are Not Records - 2008)
- "Green Corridor" (Altin Village & Mine - 2010) / split con Pterodactyl
- "Equinox" / "Last Hit" (Xhol Recordings - 2010)
- "Human Factor" (Limited Appeal - 2010)
- "Split" (Rocket Recordings - 2011) / split con Mugstar